# Компанейское
Компанейское (укр. Компанійське, до 2024 года — Перше Травня) — село в Золотоношском районе Черкасской области Украины.
Население по переписи 2001 года составляло 151 человек. Почтовый индекс — 19821. Телефонный код — 4738.

## Местный совет
19821, Черкасская обл., Золотоношский р-н, с. Бырловка, ул. Ленина, 17